# Smicropus laeta
Smicropus laeta är en fjärilsart som beskrevs av Walker 1864. Smicropus laeta ingår i släktet Smicropus och familjen mätare. Inga underarter finns listade i Catalogue of Life.